# Rayana Carvalho
Rayana Carvalho de Magalhães (Recife, 27 de outubro de 1986), mais conhecida como Rayana Carvalho, é uma atriz e modelo brasileira.

## Biografia
Tornou-se conhecida no ano de 2006, quando venceu o concurso Miss Pernambuco, representando a cidade de Aliança. Em abril do mesmo ano, competiu no Miss Brasil 2006, onde foi uma das dez semifinalistas.
Após o concurso, mudou-se para o Rio de Janeiro para seguir a carreira de atriz. Estreou na televisão no ano de 2008, na novela Água na Boca, na Rede Bandeirantes. Fez participações em Promessas de Amor, da Rede Record, e na série Tô Frito, parceria entre a Band e a MTV Brasil.
Em 2009, estreou no cinema com o filme Lula, o Filho do Brasil. No ano de 2016, também esteve no cinema com o filme Os Dez Mandamentos, versão cinematográfica da novela da Rede Record.
Entre os anos de 2011 e 2012, interpretou sua principal personagem, Pilar Araripe, na telenovela jovem Rebelde, da Rede Record.
Em 2013, protagonizou ao lado de Arthur Aguiar, o remake de Dona Xepa.
Entre 2015 e 2016, integra o elenco de Os Dez Mandamentos, fazendo par romântico com Jorge Pontual na primeira temporada e com Alexandre Barros na segunda.

## Vida Pessoal
Deu à luz em 11 de julho de 2017 ao Leon Carvalho Gracindo, fruto do amor da sua união com o ator Gabriel Gracindo. Em 24 de outubro de 2020 teve outra filha, Amélie.

## Filmografia

### Televisão
| Ano     | Título                              | Papel                | Notas                                |
| ------- | ----------------------------------- | -------------------- | ------------------------------------ |
| 2008    | Água na Boca                        | Alva                 |                                      |
| 2009    | Promessas de Amor                   | Mulher Elástica      | Episódio: 24 de julho                |
| 2010    | Tô Frito                            | Clara Camargo Koster |                                      |
| 2011–12 | Rebelde                             | Pilar Araripe        |                                      |
| 2013    | Dona Xepa                           | Lyris Pantaleão      |                                      |
| 2014    | Milagres de Jesus                   | Ada Saliba           | Episódio: "A Cura da Mão Ressequida" |
| 2015    | Os Dez Mandamentos                  | Adira                |                                      |
| 2016    | Os Dez Mandamentos - Nova Temporada | Adira                |                                      |

### Cinema
| Ano  | Título                       | Papel        |
| ---- | ---------------------------- | ------------ |
| 2009 | Lula, o Filho do Brasil      | Dona Mocinha |
| 2016 | Os Dez Mandamentos - O Filme | Adira        |